# Franz von Perfall
Franz Freiherr von Perfall (* 11. Juli 1879 in Greifenberg; † 27. März 1966) war ein deutscher Forstmann und Gutsbesitzer.

## Leben
Franz Freiherr von Perfall entstammt dem altbayerischen Adelsgeschlecht Perfall. Er studierte Forst- und Rechtswissenschaften in München und Berlin. 1904 übernahm er die forstliche Verwaltung des Familienbesitzes, fünf Jahre später trat er das Fideikommisserbe Königlich Bayerischer Kämmerer an. 1918 war er Mitbegründer des Bayerischen Waldbesitzerverbandes, dessen Vorsitzender er von 1932 bis zur Auflösung 1934 er war. Von 1919 bis zur Auflösung 1934 saß er auch im Vorstand des Reichsverbandes der Waldbesitzerverbände sowie im von ihm mitbegründeten Reichsforstwirtschaftsrat. 
Von 1946 bis zu seinem Rücktritt 1954 war Perfall erster Vorsitzender und danach Ehrenvorsitzender des nach dem Zweiten Weltkrieg als Landesverband für den bayerischen Nichtstaatswald wiedergegründeten Bayerischen Waldbesitzerverbandes, der 1964 seinen alten Namen zurückerhielt. 1950 wurde auch der Deutsche Forstwirtschaftsrat wieder gegründet, deren Vorsitzender er von 1950 bis 1953 war. Ferner war er Hauptinitiator der Forstschule zur Ausbildung von Förstern des Privat- und Kommunalwalds in Mickhausen (Landkreis Augsburg) sowie der Waldbauernschule in Hohenkammer (Landkreis Freising). Von der Gründung 1947 bis 1951 gehörte er dem Bayerischen Senat an.